# Ой (буква дезеретского алфавита)
𐐦,  𐑎 (ой, англ. oi; в Юникоде называется ой, англ. oi) — дополнительная буква дезеретского алфавита, использовавшегося для записи английского языка Церковью Иисуса Христа Святых последних дней в 1854—1875 годах.

## Использование
Обозначала дифтонг [ɔi], который в традиционной английской орфографии может записываться как oi или oy. В варианте английского фонотипического алфавита Эллиса и Питмана 1847 года, на котором был основан дезеретский алфавит, данной букве соответствовала 𝽲 𝽳.
Во многих версиях дезеретского алфавита, включая наиболее поздний вариант 1869 года, отдельная буква для этого дифтонга отсутствовала, так как она была исключена из проекта реформы орфографии Янга и регентов Дезеретского университета в 1853 году, и для его обозначения использовался диграф 𐐱𐐮. Впервые отдельный символ для [ɔi] появился в Deseret Almanac в 1855 году; он выглядел как лигатура 𐐱 и 𐐮 () и занимал четырнадцатую позицию в алфавите. Печатный шрифт 1857 года также содержал глиф для этого дифтонга, но в виде ; впрочем, он не использовался в газете Deseret News, которая печаталась этим шрифтом. Талес Гастингс Хаскелл использовал для обозначения дифтонга , а Мэрион Дж. Шелтон — .
В романизации ALA-LC для дезеретского письма, принятой в 2016 году, эта буква передаётся как Oy oy.

## Кодировка
В первоначальной заявке на включение дезеретского алфавита в Юникод, поданной Джоном Х. Дженкинсом 8 ноября 1996 года, упоминалось о существовании символа для обозначения дифтонга [ɔi], имевшего вид лигатуры 𐐱𐐮, но он не располагал примерами его использования на практике, поэтому добавление этой буквы в стандарт не предлагалось.
25 апреля 2002 года Кеннет Р. Бизли подал отдельную заявку на включение дезеретской буквы для [ɔi] (наряду с ещё одной, для [ju]) в Юникод, не приложив, однако, изображений конкретных глифов. После обсуждения 30 апреля — 3 мая Технический комитет Юникода (UTC) одобрил её, предложив разместить заглавную и строчную формы буквы на кодовых позициях U+10426 и U+10427, и направил заявку в WG2, в которой для буквы были предложены глифы .
Заглавная и строчная формы буквы были включены в Юникод в версии 4.0, вышедшей в апреле 2003 года, под шестнадцатеричными кодами U+10426 и U+1044E соответственно, они входят в блок «Дезеретское письмо» (англ. Deseret). В качестве эталонных глифов были выбраны ранее предложенные , что вызвало недовольство самого Бизли; по его утверждению, выбор этих начертаний в качестве основных делал дезеретский набор символов Юникода бесполезным для передачи документов, набранных расширенным алфавитом.
Заявка Джона Х. Дженкинса на включение дезеретского алфавита в ConScript Unicode Registry, поданная 12 апреля 1997 года, также содержала упоминание о существовании данной буквы, а также глифы для заглавной () и строчной () форм, размещённые на кодовых позициях U+E856 и U+E886 соответственно в области для частного использования; однако, в самом тексте включение буквы в CSUR не предлагалось.
В 2002 году Кеннет Р. Бизли разработал LAΤΕΧ-совместимый шрифт desalph на METAFONT, заглавная и строчная формы буквы (в виде ) в нём вызываются командами \daucoi и \dalcoi соответственно, или, более коротко, \uc{\OI} либо \uc{\OJ} и \OI либо \OJ (только внутри команды \textda{}); начертаниям  и  соответствуют команды \dauchaskoi и \dalchaskoi.